# Pardoteleia prater
Pardoteleia prater är en stekelart som beskrevs av Mikhail Vasilievich Kozlov och Lê 1988. Pardoteleia prater ingår i släktet Pardoteleia och familjen Scelionidae. Inga underarter finns listade i Catalogue of Life.